# Canton (Canada)
Pour les articles homonymes, voir Canton (homonymie).
Pour un article plus général, voir Canton.
Au Canada, un canton (en anglais : township) est une division cadastrale du territoire sous forme d'une parcelle carrée pour la colonisation. C’est en 1792 que les cantons apparaissent au Bas-Canada. Les Britanniques, administrant depuis environ trente ans la colonie, optent pour ce mode de division du territoire. Avant 1792, c'est le système seigneurial français qui était en vigueur.

## Organisation
Le canton faisait 10 mi par 10 mi (environ 16 km par 16 km) et était mis sous la responsabilité d'un leader. Le canton était ensuite subdivisé en lots de 200 acres, permettant ainsi à des colons nommés « associés » d'exploiter une part du canton. Pour être un leader, il fallait prouver avoir enrôlé un certain nombre d’associés, permettant ainsi l’accès au canton et à la subdivision des terres. Le leader devait entre autres construire les routes et le moulin, payer l'arpentage des terres, ainsi attirer les colons sur les nouvelles terres.
Les colons quant à eux devaient défricher un certain pourcentage de terre à chaque année et produire une récolte à partir d'un certain nombre d'années. S'ils respectaient ces conditions, le colons obtenaient leurs lettres patentes et devenaient pleinement propriétaire de leur lot. Quant au leader, il pouvait obtenir jusqu'à 25 % des lots du canton. Finalement, un certain pourcentage des cantons était réservé aux lieux de culte.

## Situation
Le Canada fut d'abord colonisé par la France qui établit le système seigneurial de la Nouvelle-France, division des terres qui donnait à chaque parcelle un front sur un cours d'eau.
Les cantons sont moins bien situés par rapport aux cours d’eau, car ils n’ont pas nécessairement un accès direct à l’eau. La forme des terrains est généralement rectangulaire au Québec et en Ontario, mais carrée dans les provinces des Prairies.

## Histoire
Lorsque le Québec colonisa l'Abitibi au début du XXe siècle, elle opta pour être son propre leader par le biais du ministère de la colonisation.
L'implantation par le gouvernement britannique d'un nouveau cadastre basé sur la division en cantons sur les territoires des actuelles provinces du Manitoba et de la Saskatchewan causa des tensions qui menèrent à des révoltes des populations déjà installées sur ces territoires.